# Karl-Gustav Holmkvist

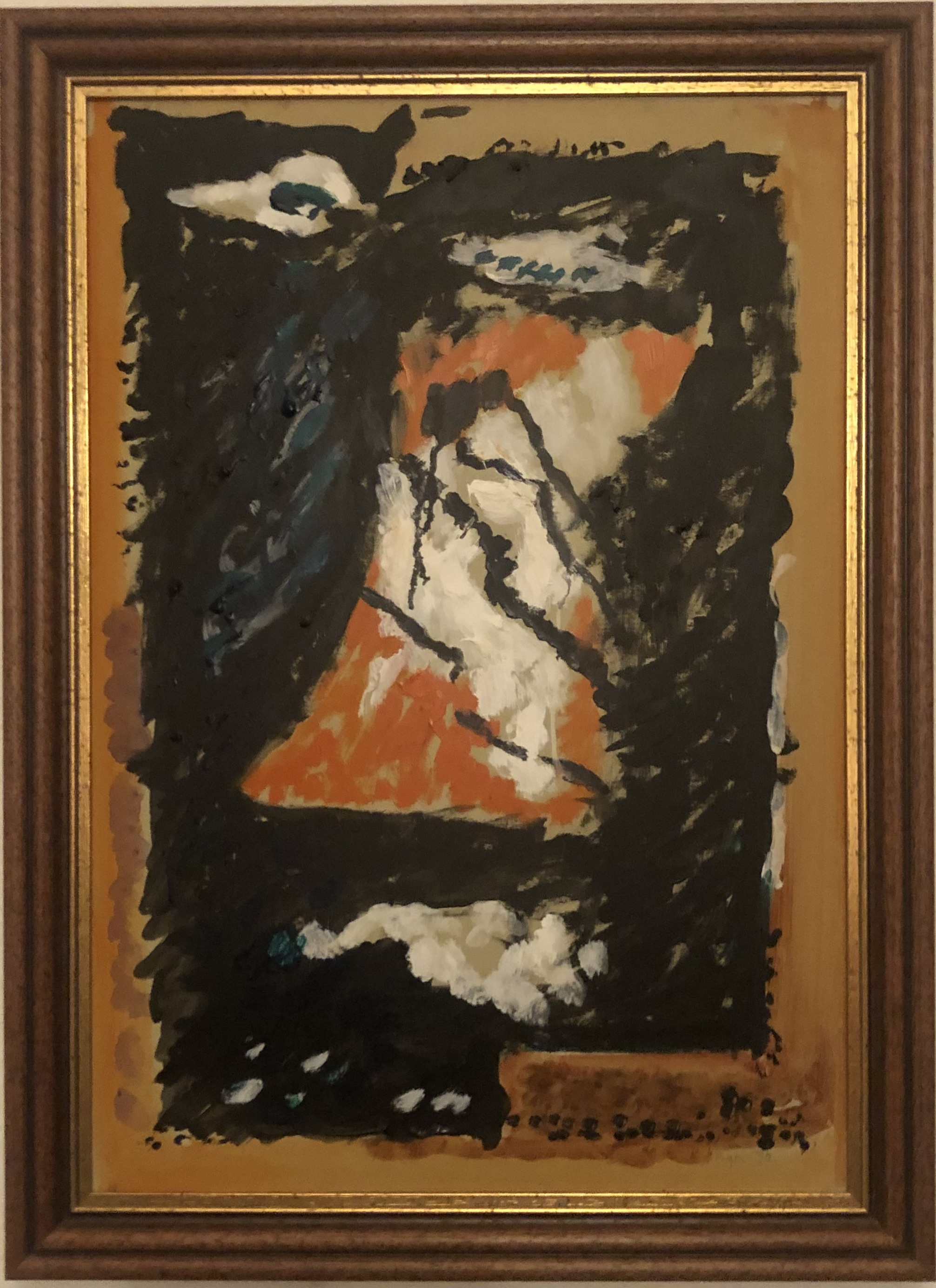
Målning från 1990 av Karl-Gustav Holmqvist.

Karl-Gustav Holmqvist, född 8 juli 1913 i Gävle, död 12 maj 1993 i Gävle Staffans församling, Gävle, var en svensk målare och avdelningschef.
Han var son till specerihandlaren Axel O. Holmqvist och Alfhild Westblom och gift med Ingeborg Maria Wilhelmina Jansson. Holmqvist är huvudsakligen autodidakt som konstnär. Han medverkade i utställningar med Gävleborgs läns konstförening sedan 1941 och Brynäsgruppen. Han var en av initiativtagarna till bildandet av Brynäsgruppen i Gävle. Hans konst består av stilleben, figursaker och landskapsmålningar i olja eller pastell.